# Distelhaus
Distelhaus ist eine Ortschaft in der Gemeinde Engelskirchen im Oberbergischen Kreis in Nordrhein-Westfalen in Deutschland.

## Lage und Beschreibung
Der Ort liegt im Südwesten von Engelskirchen an der Grenze zum Rheinisch-Bergischen Kreis und südlich der Agger. Nachbarorte sind Heide, Hintersteimel, Hülsen und Rottland.